# Universidad Kookmin

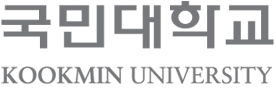
Universidad Kookmin
Hangul - 국민대학교
Hanja - 國民大學校

Universidad Kookmin es una universidad privada ubicada en Seongbuk-gu, Seúl, Corea del Sur. Kookmin, por número de alumnos, es la sexta universidad más grande en Seúl. Universidad Kookmin es propiedad del Grupo SsangYong, que compró la universidad en 1959.
Universidad Kookmin tiene una familia académica de 22.000 estudiantes, 800 profesores y 350 administrativos. Desde su creación en 1946, a unos 60.000 estudiantes se han graduado.
Universidad Kookmin incluye la Facultad de Humanidades, la Facultad de Ingeniería y otros 12 colegios. La universidad incluye una escuela de Posgrado, que consiste en tres escuelas de postgrado Profesional y diez Escuelas Especiales de Graduados. Universidad Kookmin enseña en las áreas de Diseño, Arquitectura, Ingeniería Automotriz, Techno-Design, Ciencias Sociales y otras disciplinas académicas.
La Escuela Superior de Diseño realizó la primera fila en tres campos y el segundo rango en dos campos entre un total de cinco campos, como resultado de una evaluación a nivel nacional en 2007 en Corea del Sur. La universidad ha sido clasificado entre los tres primeros departamentos en Corea con la Universidad Nacional de Seúl y la Universidad Hongik.
Graduate School of Techno Design, que se creó con la idea de fomentar "el diseño de la capacidad humana de nivel mundial" de la Universidad Kookmin, ha sido seleccionado para el BK (Cerebro Corea) 21 proyectos. Se espera que la conexión interdisciplinar del diseño de la escuela Techno y experiencia en la cooperación educativa industrial para crear sinergia con el "diseño de la UIT".
En la clasificación de la Universidad Joongangilbo 2011, la Escuela de Economía logró el tercer lugar en Corea.

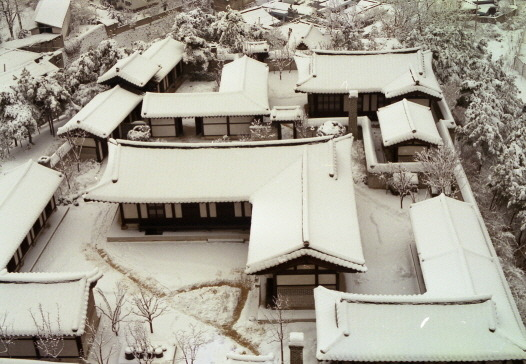
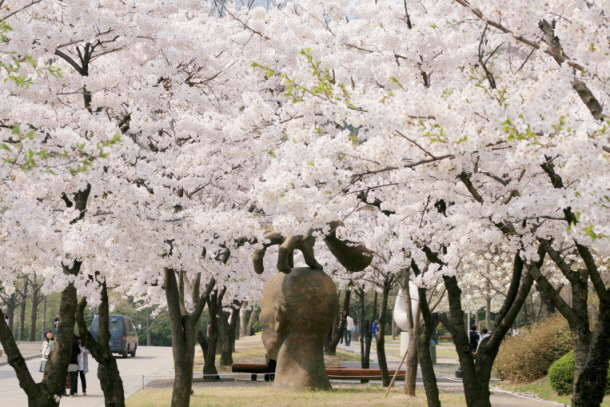
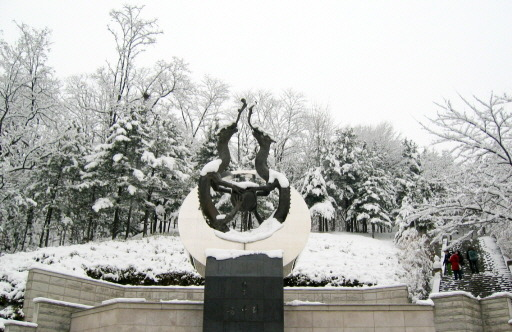
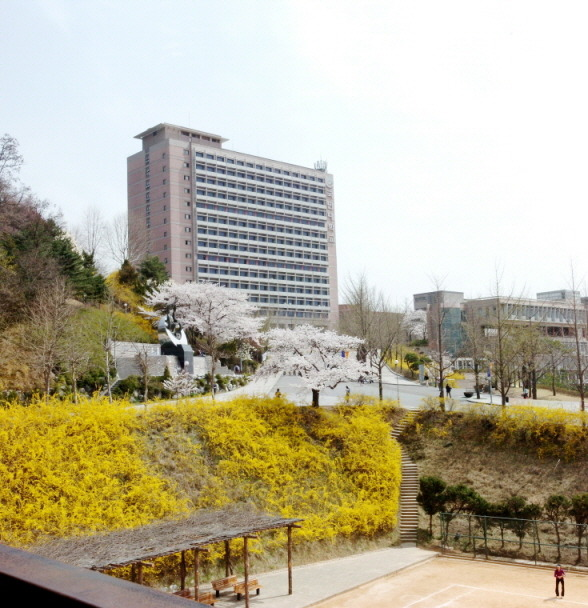

- Wikimedia Commons alberga una categoría multimedia sobre Universidad Kookmin.

- Datos: Q487177
- Multimedia: Kookmin University / Q487177